# Renegade (catch)
Pour les articles homonymes, voir Renegade, Richard Wilson et Wilson.
Richard C. Wilson, né le 16 octobre 1965 à Atlanta et mort le 23 février 1999 dans cette même ville, est un catcheur américain. Il est connu pour son travail à la World Championship Wrestling (WCW) où il a incarné Renegade, une copie du personnage de l'Ultimate Warrior de la World Wrestling Federation, et a remporté le championnat du monde Télévision.

## Jeunesse et débuts dans le catch
Williams a travaillé comme videur dans un bar à Minneapolis et c'est en rencontrant un soir Marty Jannetty qui lui propose de l'entraîner qu'il décide de devenir catcheur. Après avoir appris les prises de bases du catch, il entame sa carrière le 5 décembre 1992 sous le nom de Rio Lord of the Jungle et remporte un match à handicap face à Mike Sharpe et Vince Apollo,. Il part ensuite au Japon où il travaille à la Wrestle Association-R en 1993 et 1994.

## World Championship Wrestling (1995-1998)
Williams débute à la World Championship Wrestling (WCW) le 19 mars 1995 sous le nom de Renegade et a été annoncé comme « The ultimate surprise » (en référence à l'Ultimate Warrior) par Hulk Hogan et son manager Jimmy Hart en intervenant en faveur d'Hogan dans l'Indian Strap match l'opposant à Vader,. Le 18 juin à The Great American Bash, il remporte son unique titre en devenant champion du monde télévision de la WCW après avoir vaincu Arn Anderson dans un match qu'Anderson considère comme le pire de sa carrière en raison du manque de technique de son adversaire,. Il a ensuite conservé son titre face à Paul Orndorff d'abord à Bash at the Beach le 16 juillet puis à Clash of the Champions le 6 août,. Le 17 septembre à Fall Brawl il perd son titre après sa défaite face à Diamond Dallas Page.

## Mort
Après sa libération du championnat du monde de lutte, Wilson a tenté de s'inscrire auprès d'autres circuits de lutte indépendants, mais aucun d'entre eux n'a voulu faire signer son nom. Être agent libre pendant une longue période a conduit Wilson à faire face à la dépression et à la ruine financière.
Le 23 février 1999, la police a été convoquée à sa résidence d'Atlanta, en Géorgie, à la suite d'informations faisant état d'une perturbation, au cours de laquelle Wilson aurait été impliqué dans une dispute avec sa petite amie avant de se rendre à la cuisine pour récupérer un pistolet de calibre .380, qu'il utilisait pour se tire une balle dans la tête, le tuant sur le coup. Wilson avait 33 ans lorsqu'il est décédé et sa mort a été déclarée suicide.

## Palmarès
- World Championship Wrestling
  - champion du monde télévision de la WCW (1 fois)

## Récompenses des magazines
- Pro Wrestling Illustrated

| Année | 1995 | 1996 | 1997 | 1998 |
| ----- | ---- | ---- | ---- | ---- |
| Rang  | 245  | 283  | 295  | 347  |